# Кашкадамов, Василий Павлович
Василий Павлович Кашкадамов (8 [20] августа 1863—1941) — русский и советский врач-гигенист, физиолог, профессор, доктор медицины.

## Биография

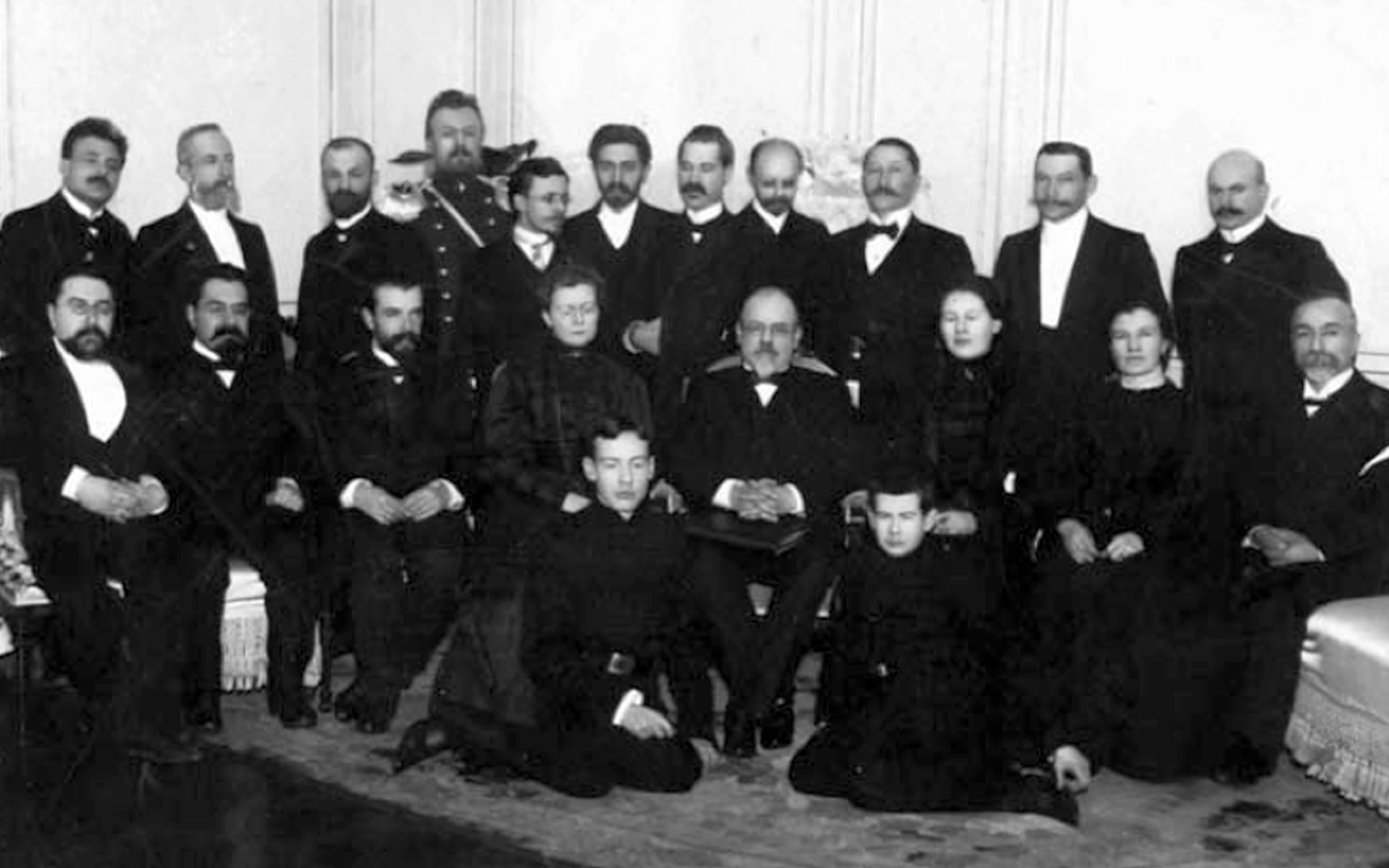
Начало 20-го века. Российские медики на приёме во дворце
принца А. П. Ольденбургского.
Сидят (слева направо):
А. М. Левин, В. П. Кашкадамов, А. А. Владимиров, Л. П. Лукьянова, С. М. Лукьянов, две неизв. дамы, А. Е. Семинов. Санкт-Петербург

Сын мещанина. Родился 8 (20) августа 1863 года. В августе 1871 года поступил в младшее отделение приготовительного класса Первой Харьковской гимназии. Окончил курс в 1883 году и поступил на медицинский факультет Императорского Харьковского университета. Окончил его с отличием в 1888 году со степенью лекаря.
В феврале 1889 года получил место уездного врача в Шенкурском уезде Архангельской губернии. В 1892 году переехал в Москву, где в течение четырёх месяцев боролся с эпидемией холеры на частной железной дороге, после чего успешно выдержал устный экзамен на степень доктора медицины в Московском университете. С 1894 года начал публиковать научные работы и читать публичные лекции.
В сентябре 1894 года переехал в Санкт-Петербург, но через месяц был командирован в Уральск для борьбы с дифтерией. Вернувшись из командировки, с осени 1895 года по май 1897 года работал в физиологическом отделе Института экспериментальной медицины. Под руководством И. П. Павлова подготовил и в мае 1897 года защитил диссертацию по теме «об анализе покойных и работающих мышц лягушки», получив степень доктора медицины.
В течение трёх лет был занят командировками по поручениям учреждённой императором противочумной комиссии. Однажды посетил Очаков с целью предотвращения занесения чумы в Россию; дважды (в 1898—1900 годах) был в Индии с задачей изучить эпидемиологию чумы и эффективность противочумной сыворотки; затем руководил борьбой с распространением чумы в Астраханской губернии и Манчжурии. По возвращении из Индии прочитал доклад «Об индусской фармации» и опубликовал «Краткий очерк индусской медицины».
В 1902 году занялся изучением гигиены, которой решил посвятить свою дальнейшую деятельность. С этой целью два года провёл в заграничной командировке.
В период 1904—1918 годов работал на различных должностях в Петербургском санитарно-эпидемиологическом бюро, ведя в то же время научную и педагогическую работу.
В 1916 году был приват-доцентом Петроградского женского медицинского института. С 1918 года — профессор гигиены в Государственном институте медицинских знаний, с 1918 по 1922 год заведовал кафедрой общей и военной гигиены, организовал первую в СССР лабораторию гигиены умственного труда. Одновременно руководил курсом гигиены населённых мест в Институте гражданских инженеров.
В последнее десятилетие жизни заведовал гигиенической лабораторией в Государственном научном институте по изучению мозга, занимался гигиеной умственного труда.
В 1935 году — председатель Инициативной группы по изучению восточной медицины и физкультуры ленинградского Дома ученых. Кашкадамов считал, что с помощью психофизических упражнений из арсенала восточной медицины можно значительно повысить умственную работоспособность.
Скончался 1941 году.

## Труды
- Курские железисто-щелочные воды доктора Стезева : [Крат. очерк] / [Сост. врач В. Кашкадамов] Курск : типо-лит. бр. Н. и И. Ваниных, 1896
- Анализ покойных и работающих мышц лягушек : Дис. на степ. д-ра мед. В. П. Кашкадамова / Из Физиол. отд. Имп. Ин-та эксперим. медицины Санкт-Петербург : тип. С. В. Волпянского, 1897
- Письма из Индии / [Д-р мед. В. Кашкадамов] [Санкт-Петербург] : тип. М. М. Стасюлевича, ценз. 1898
- Чума в Индии за 1896—1898 гг. : С излож. этиологии, условий распространения и заражения, клин. картины и лечения её / В. П. Кашкадамов Санкт-Петербург : тип. М. М. Стасюлевича, 1898
- К вопросу о переносе малярии москитами / [Соч.] В. Кашкадамова Санкт-Петербург : тип. М. М. Стасюлевича, ценз. 1901
- К вопросу о смешанном заражении при чуме / [Соч.] В. П. Кашкадамова [Санкт-Петербург] : тип. Я. Трей, ценз. 1901
- О чуме, согласно новейшим данным / [Соч.] Д-ра мед. В. П. Кашкадамова Санкт-Петербург : тип. М. М. Стасюлевича, 1901
- Отчет о командировке в Индию с 20 февраля 1899 года по 17 июля 1900 года / [Соч.] В. Кашкадамова Санкт-Петербург : Мед. деп. М-ва вн. дел, 1901
- Из отчета о командировке на чуму в Астраханскую губернию / [Соч.] В. П. Кашкадамова Санкт-Петербург : тип. Я. Трей, 1902
- Краткий очерк индусской медицины / В. Кашкадамов Санкт-Петербург : тип. М. М. Стасюлевича, 1902
- О борьбе с малярией, согласно положениям москитной теории / [Соч.] В. Кашкадамова [Санкт-Петербург] : тип. Стасюлевича, ценз. 1902
- Предупреждение и лечение чумы / [Соч.] В. П. Кашкадамова [Санкт-Петербург] : тип. Я. Трей, ценз. 1902
- Основы и будущее биологической очистки стоков / В. П. Кашкадамов Санкт-Петербург : тип. Ц. Крайз, 1904
- О новых опытах с химической очисткой сточных вод в Лилле : [Излож. ст. проф. Buisine’а, опубл. в 1-м томе трудов лаборатории проф. А. Calmette’a: Recherches sur l'épuration biolobique et chimique des eaux d'égout. 1905. Chapitre VIII p. 146—169] / [В. Кашкадамов] Санкт-Петербург : Спб. гор. тип., 1907
- Санитарное состояние города С.-Петербурга / [Соч.] Д-ра мед. В. П. Кашкадамова Санкт-Петербург : Спб. гор. тип., 1909
- О чуме и мерах личного предохранения от неё / Сост. д-ром мед. В. П. Кашкадамовым… Санкт-Петербург : тип. М-ва вн. дел, 1911
- Закон о планировке жилищ и городов, изданный в Англии в 1909 году / В. П. Кашкадамов Санкт-Петербург : тип. бр. В. и И. Линник, 1913
- Нечистоты, удаление и очистка / В. Кашкадамов Санкт-Петербург, 1913
- Международная гигиеническая выставка в Дрездене 1911 года : Отчет о командировке пом. ст. сан. врача В. П. Кашкадамова Санкт-Петербург : Спб. гор. тип., 1914
- Санитарно-технические нормы и значение их в постройке домов и планировке городов / [Соч.] Прив.-доц. В. П. Кашкадамова [Санкт-Петербург, 1917]
- Гигиена умственного труда: Л., 1929